# Brevipalpus sida
Brevipalpus sida är en spindeldjursart som beskrevs av Baker, Tuttle och Abbatiello 1975. Brevipalpus sida ingår i släktet Brevipalpus och familjen Tenuipalpidae. Inga underarter finns listade.